# Jordan Hugill
Jordan Thomas Hugill (ur. 4 czerwca 1992 w Middlesbrough) – angielski piłkarz grający w angielskim klubie Queens Park Rangers. Występuje na pozycji napastnika.

## Kariera klubowa

### Początki kariery
Jordan Hughill swoją historię z piłką rozpoczął, gdy miał 9 lat uczęszczając do akademii Georga Smitha. W wieku 16 lat zaczął grę w Seaham Red Star występującym w Northern League. Rok później przeszedł do Consett, które to opuścił po roku gry. W sezonie 2011/2012 występował w Whitby Town, a w 2012/2013 Marske United.

### Port Vale
W czerwcu 2013 dołączył do zespołu Port Vale. 20 września 2013 został wypożyczony do Gateshead grającego w Conference National. 24 września strzelił tam swoją pierwszą bramkę przeciwko Chester. 22 października zadebiutował w Port Vale, a 16 listopada zdobył swoją pierwszą bramkę w tym klubie.

### Preston North End
W czerwcu 2014 podpisał dwuletni kontrakt z klubem Preston North End. 13 września rozegrał pierwszy mecz w tym klubie przeciwko Walsall. W styczniu 2015 został wypożyczony do Tranmere Rovers, a w marcu do Hartlepool United. W październiku 2015 podpisał nowy 2,5-letni kontrakt z Preston.